# Liste der Monuments historiques in Guer
Die Liste der Monuments historiques in Guer führt die Monuments historiques in der französischen Gemeinde Guer auf.

## Liste der Bauwerke
| Bezeichnung                          | Beschreibung | Standort             | Kennzeichnung | Schutzstatus | Datum | Bild |
| ------------------------------------ | ------------ | -------------------- | ------------- | ------------ | ----- | ---- |
| Kapelle St-Étienne                   |              | (Lage)               | PA00091244    | Classé       | 1971  |      |
| Schloss Coëtbo mit Taubenturm        |              | (Lage)               | PA00091245    | Classé       | 1993  |      |
| Kreuz vor der Kirche St-Nicolas      |              | (Lage)               | PA00091246    | Inscrit      | 1927  |      |
| Reste eines gallo-römischen Gebäudes |              | Saint-Étienne (Lage) | PA00091247    | Classé       | 1976  |      |

## Liste der Objekte
- Monuments historiques (Objekte) in Guer in der Base Palissy des französischen Kultusministeriums